# Український ПЕН
Український ПЕН (англ. PEN Ukraine, від англ. PEN, «ручка», абревіатура від англ. Poets, playwrights, Essayists and Novelists, «поети, драматурги, есеїсти, романісти») — українська громадська організація, створена з метою захисту свободи слова та прав авторів, сприяння розвитку літератури та міжнародному культурному співробітництву. Входить до мережі національних центрів Міжнародного ПЕН.
Український центр Міжнародного ПЕН був заснований восени 1989 року у стінах Спілки письменників України. Першим президентом організації був обраний український поет Микола Вінграновський.
Головним керівним органом є Загальні збори, яке обирає Виконавчу раду з восьми осіб на чолі з президентом та двома віце-президентами.

## Діяльність
Загальний характер діяльності визначається Хартією Міжнародного ПЕН (створеного 1921 року), де основні завдання ПЕН окреслено як «Захист свободи слова і вираження, обстоювання прав меншин, допомога переслідуваним письменникам, підтримка культурного розмаїття, утвердження гуманістичних цінностей через культуру».
Український ПЕН реалізував зокрема такі проєкти:
- участь в Конґресах Міжнародного ПЕН і представлення на них української проблематики: на 78-му Конґресі Міжнародного ПЕН у Південній Кореї (М. Маринович, 2012), 80-му Конґресі в Киргизстані (А. Курков, 2014), 82-му в Ґалісії (М. Рябчук, А. Курков, Г. Бекірова, 2016), 84-му в Пуні (Т. Терен, В. Амеліна);
- запрошення в Україну президента Міжнародного ПЕН Джона Ралстона Сола (Київ & Одеса, 2015), керівника департаменту міжнародних зв'язків Американського ПЕН Дрю Менакер (Київ, 2016) та виконавчого директора Міжнародного ПЕН Карлеса Торнера (Львів & Київ, 2017)[2];
- представлення української проблематики на засіданні комітету Міжнародного ПЕН Writers in Prison у Роттердамі та ICORN у Ліллегаммері (Галя Койнаш, 2014, 2017, 2019);
- організація 83-го Міжнародного ПЕН-Конгресу в Україні;
- проведення щорічних регіональних конференцій східноєвропейських ПЕН-клубів[3];
- щорічне вручення Премії Українського ПЕН ім. Ю. Шевельова за модерну есеїстику;
- щорічне вручення Премії Українського ПЕН ім. В. Стуса;
- щорічне вручення Премії ім. Г. Ґонґадзе для українських журналістів;
- заснування Дискусійного ПЕН-клубу, в рамках якого відбуваються дискусії на актуальні теми[4] та реалізуються дискусійні медіапроєкти[5];
- реалізація проєкту «Мереживо. Літературні читання в містечках України»;
- 2019 року Український ПЕН став організацією-партнером Літературної премії Європейського Союзу й отримав право сформувати національне журі та визначити лауреата премії від України[6].

### Структура організації
На сьогодні у світі існує 146 національних центрів ПЕН. Головний офіс Міжнародного ПЕН, який координує і консультує інші центри, розташований у Лондоні. Найбільшим ПЕН-центром у світі є Американський — до нього входить 7200 членів.
Пріоритети в діяльності національних центрів ПЕН може визначати культурна та політична ситуація в певній країні.
Щоосені Міжнародний ПЕН організовує в одній із країн світу ПЕН-Конгрес, на якому збираються керівники та члени інших національних ПЕН-центрів, щоби переобрати міжнародне керівництво та ухвалити правозахисні резолюції ПЕН. 2017 року Міжнародний ПЕН-Конгрес уперше відбувся в Україні (Львів), 2018-го — в Індії (Пуна). Цього року учасників ПЕН-Конгресу прийматимуть Філіппіни.

### Склад
Із часу заснування ПЕН, коли до його складу входили лише письменники, коло потенційних членів організації розширилося. Головні критерії для вступу в ПЕН — поділяти цінності організації, перелічені в її Хартії, та мати бажання сприяти розвитку літератури і захищати свободу слова в Україні та світі. Тож до Українського ПЕН сьогодні входять не лише письменники, а й правозахисники, перекладачі, журналісти, науковці-гуманітарії, видавці та культурні менеджери — усього 173 члени.
За Статутом Українського ПЕН, рішення про вступ нових членів приймає Виконавча Рада, яка запрошує потенційних членів приєднатися до організації. Після запрошення Виконавчої Ради кожен новий член має подати на її розгляд дві рекомендації від інших дійсних членів Українського ПЕН.

### Фінансування
Український ПЕН є неприбутковою організацією, яка існує за рахунок внесків своїх членів та підтримки окремих донорів і ґрантодавців.

### Чим ПЕН відрізняється?
Головним критерієм для вступу в ПЕН є не кількість виданих книжок і навіть не рекомендації колег, а заява, в якій майбутній член організації обіцяє дотримуватися принципів, перелічених у Хартії ПЕН. Вступаючи в ПЕН, його члени зобов'язуються робити все можливе для того, щоби розвивати літературу та протистояти будь-яким формам утисків свободи слова та вираження поглядів в Україні та світі. Головним питанням у ПЕН є «Що я можу зробити для інших?», а не що «ПЕН може зробити для мене?» Тому, на відміну від інших професійних організацій, в основі ПЕН насамперед — спільні цінності. [Архівовано 26 січня 2021 у Wayback Machine.]

### 83-й ПЕН-Конгрес в Україні
83-й Конґрес Міжнародного ПЕН був організований у Львові 18-22 вересня 2017 року. Тема Конгресу «Відстоювання правди в добу пропаганди» (англ. Reclaiming truth in times of propaganda).
Під час події порушувалися питання українських політв'язнів у Росії та на окупованих територіях, проблема внутрішньо переміщених осіб і трагічної долі етнічних, мовно-культурних та релігійних меншин в окупованому Криму, зокрема, долі переслідуваних окупаційною владою кримських татар.

### Правозахисні проєкти
Починаючи з 2014 року, Український ПЕН через низку заяв до міжнародної спільноти намагається привернути увагу до подій в Україні, окупації Криму та українських політв'язнів у російських тюрмах. Зокрема, були оприлюднені:
- Заява про припинення ескалації насильства в Україні[10];
- Заява-протест проти політичних репресій у Криму та на захист Ільмі Умерова[11];
- Відкритий лист до голландських колег напередодні місцевого референдуму про Асоціацію Україна-ЄС;[12]
- Заява на підтримку журналіста, члена Українського ПЕН Станіслава Асєєва[13];.

21 серпня 2018 року, на 100-й день голодування кінорежисера та письменника Олега Сенцова, Український ПЕН разом із Центром Громадянських Свобод провів акцію «Солідарність з Олегом Сенцовим» біля Посольства Росії в Києві;
Спільна акція Громадського ТБ і Українського ПЕН — Оповідання Олега Сенцова зі збірки «Рассказы» у виконані відомих українців. Читали Ада Роговцева, Марко Галаневич, Наталія Сумська, Мустафа Найєм, Лариса Денисенко, Ігор Козловський, Олег «Фагот» Михалюта й Наталія Ворожбит.
15 листопада 2018 року, у Міжнародний день ув'язненого письменника, Український ПЕН та Центр громадянських свобод провели акцію «Порожні стільці» на підтримку українських політичних в'язнів у Росії й Криму, а також полонених у самопроголошених республіках на сході України.

### Програма міні-ґрантів PEN Ukraine Translation Fund Grants
Український ПЕН провів конкурс на переклад книжки оповідань Олега Сенцова «Жизня» англійською, німецькою та польською мовами в рамках спільної з Міжнародним фондом «Відродження» програми міні-ґрантів PEN Ukraine Translation Fund Grants, що був оголошений у жовтні 2018 року.
Англійською мовою книжку переклав др. Уям Блекер (Dr Uilleam Blacker, видавництво Deep Vellum Publishing). Перекладачем книжки польською мовою став письменник, перекладач і критик Богдан Задура (Bohdan Zadura, видавництво Warsztaty Kultury).
6 грудня 2018 року Виконавча Рада Українського ПЕН обрала третього переможця конкурсу на переклад книжки оповідань Олега Сенцова німецькою мовою. Перемогу отримала заявка групи перекладачів у складі Лідії Наґель (Lydia Nagel), Клаудії Дате (Claudia Dathe), Александра Кратохвіля (Alexander Kratochvil), Томаса Вайлера (Thomas Weiler), Андреаса Третнера (Andreas Tretner), Крістіана Кьорнера (Christiane Körner), Ольги Радецької (Olga Radetzkaja), Дженні Зайтц (Jennie Seitz), Ірини Бондас (Irina Bondas) та Каті Бруннер (Kati Brunner). Книжка вийшла друком у видавництві Voland & Quist.

### Харківська літературна резиденція
Харківська літературна резиденція [Архівовано 17 січня 2019 у Wayback Machine.] для українських прозаїків була заснована Українським осередком Міжнародного ПЕН-клубу та Харківською обласною державною адміністрацією, щоби підтримати письменників, а також промотувати Харків і його культуру в Україні та світі.
Учасники резиденції отримують можливість упродовж місяця мешкати в Харкові для роботи над власним прозовим твором, а також для знайомства з містом — його історією та культурою.
Учасниками резиденції на сьогодні стали письменники Люба-Параскевія Стринадюк, Любко Дереш, Міхаель Целлер (Німеччина) та перекладачка Ярослава Стріха.
У Харкові плануються кількамісячні літературні резиденції для українських прозаїків та перекладачів

### Мереживо. Літературні читання у містечках України
Проєкт Українського ПЕН,  покликаний підвищити престиж читання в райцентрах України, знайомити мешканців українських містечок із сучасною українською літературою та включити їх у культурне поле, спільне з великими містами.
Мета "Мережива" – підвищити престиж читання у райцентрах України, знайомити мешканців українських містечок із сучасною українською літературою та включити їх у спільне з великими містами культурне поле.
2019 року в рамках двох сезонів проєкту українські письменники відвідали 19 містечок у 9 регіонах: Берегове й Мукачеве Закарпатської області, Ізмаїл та Кілію на Одещині, Ізюм і Чугуїв на Харківщині, Генічеськ і Новоолексіївку Херсонської області, Бердянськ і Мелітополь на Запорожжі, Бахмач і Батурин на Чернігівщині, Козельщину, Кобеляки та Кременець на Полтавщині, Вознесенськ і Первомайськ у Миколаївській області, Новомосковськ і Кам’янське на Січеславщині. 
Влітку 2022 року Український ПЕН відновив проєкт "Мереживо. Літературні читання в містечках України". З червня по листопад 2022 року українські письменники виступили перед читачами в містечках 9 регіонів: Буковини, Вінниччини, Закарпаття, Кіровоградщини, Львівщини, Прикарпаття, Тернопільщини, Хмельниччини та Черкащини.
Протягом перших трьох сезонів у заходах в рамках "Мережива" взяли участь письменники Вікторія Амеліна, Іван Андрусяк, Максим Беспалов, Андрій Бондар, Галина Вдовиченко, Павло Вольвач, Надійка Гербіш, Тамара Горіха Зерня, Марина Гримич, Анатолій Дністровий, Катерина Єгорушкіна, Міла Іванцова, Зоя Казанжи, Катерина Калитко, Вахтанґ Кебуладзе, Ія Ківа, Павло Коробчук, Олег Коцарев, Віра Курико, Андрій Курков, Мирослав Лаюк, Анастасія Левкова, Олена Павлова, Марина Пономаренко, Тараc Прохасько, Ірен Роздобудько, Мар’яна Савка, Ірина Славінська, Остап Сливинський, Юлія Стахівська, Марія Титаренко, Ірина Цілик, Артем Чапай, Артем Чех та Петро Яценко. 
З вересня 2023-го до лютого 2024 року письменники та літературознавці відвідали міста і містечка в 7 регіонах України: Хмельниччина, Полтавщина, Чернігівщина, Черкащина, Кіровоградщина, Вінниччина та Одещина.
Участь у проєкті взяли письменники, журналісти, літературознавці та культурні менеджери Олена Гусейнова, Теодозія Зарівна, Мирослав Лаюк, Юлія Мусаковська, Богдана Неборак, Ганна Осадко, Світлана Поваляєва, Оля Русіна, Ростислав Семків, Ірина Старовойт, Олена Степаненко, Тетяна Стус, Людмила Таран, Світлана Тараторіна. Кураторки проєкту – Анастасія Левкова та Марія Титаренко.
Заходи відбуваються в міських або районних бібліотеках, університетах, школах, музеях, будинках культури.

### Дискусійний ПЕН-клуб
Дискусійний ПЕН-клуб — проєкт Українського ПЕН, мета якого осмислити в діалозі нагальні питання і сприяти розвитку громадянського суспільства, формувати культуру поваги до співрозмовника і вміння чути іншого. Перший сезон Дискусійного ПЕН-клубу відбувався у Києві від осені 2018-го до весни 2019-го за участі провідних письменників, журналістів та інтелектуалів. Другий сезон стартував у вересні 2019-го за підтримки Фонду сприяння демократії Посольства США в Україні. У його рамках дискусії відбуватимуться не лише в Києві, а й в обласних центрах країни.

### Літературні премії

#### Премія імені Василя Стуса
Український ПЕН узяв на себе справу продовження Премії імені Василя Стуса, заснованої 1989 року Українською асоціацією незалежної творчої інтелігенції (УАНТІ) на чолі з Євгеном Сверстюком, яка вручалася щороку, 14 січня, в день святого Василя.
Лауреатами Премії були, зокрема, Ольга Богомолець, Марія Бурмака, Опанас Заливаха, Михайлина Коцюбинська, Василь Овсієнко, Іван Світличний, Надія Світлична, Галина Севрук, Людмила Семикіна, Олександра Коваль, Сергій Жадан, владика Борис Ґудзяк, Влад Троїцький.
Премію імені Василя Стуса Український ПЕН присуджує щороку авторам (літераторам, митцям, режисерам) незалежно від місця проживання, прижиттєво, за особливий внесок в українську культуру та стійкість громадянської позиції.
Лауреат Премії імені Василя Стуса отримує диплом лауреата та відзнаку від Українського ПЕН та партнера Премії — Києво-Могилянської Бізнес-Школи.

#### Премія імені Юрія Шевельова
Премія імені Юрія Шевельова заснована 2013 року. Окрім Українського ПЕН, її засновниками виступили Києво-Могилянська Бізнес-Школа, видавництво «Дух і Літера» та Український науковий інститут Гарвардського університету.
Премію присуджують щороку українському авторові за художню та наукову есеїстику, опубліковану протягом останнього року. Нагорода відзначає внесок у невід'ємні для цього жанру цінності: незалежність думки та витонченість стилю.
Лауреат щороку оголошується під час церемонії 17 грудня — у день народження Юрія Шевельова, який започаткував модерну українську есеїстику. Імена трьох номінантів оприлюднюються за тиждень до цього.
Переможець нагороджується статуеткою Бронзового Ангела, а також грошовою премію та дипломом лауреата. Номінанти отримують дипломи номінантів та колекцію десяти томів видавництва «Дух і Літера».
Лауреатами Премії імені Шевельова в різні роки стали: Тарас Прохасько, Андрій Портнов, Костянтин Москалець, Олександр Бойченко, Вахтанґ Кебуладзе, Андрій Любка, Володимир Єрмоленко, Діана Клочко, Тарас Лютий, Андрій Бондар, Андрій Павлишин, Олександр Михед. 

#### Премія імені Георгія Ґонґадзе
Премію імені Георгія Ґонґадзе присуджують щороку 21 травня — у день народження Георгія Ґонґадзе. Це концептуально нова відзнака у сфері журналістики в Україні. Її засновником виступає Український ПЕН у партнерстві з Асоціацією випускників Києво-Могилянської Бізнес-Школи та виданням «Українська правда» [Архівовано 18 червня 2021 у Wayback Machine.].
Премія покликана підтримати тих журналістів, які дотримуються принципів та цінностей незалежної журналістики, демонструють професійність, компетентність, інноваційність, створюють матеріали, що призводять до вирішення або розуміння певних проблем у суспільстві та змін у країні, а також роблять суттєвий внесок у розвиток медіасередовища в цілому.
Лауреату вручаються статуетка, грамота та винагорода в розмірі 3 000 $.
Першим лауреатом Премії імені Георгія Ґонґадзе став журналіст, історик, головний редактор інтернет-видання «Історична правда» [Архівовано 2 жовтня 2019 у Wayback Machine.], а також засновник Музею-архіву преси Вахтанґ Кіпіані [Архівовано 29 вересня 2019 у Wayback Machine.]. Лауреатами Премії імені Георгія Ґонґадзе в різні роки стали: Павло Казарін, Мирослава Барчук, Мстислав Чернов та Євген Малолєтка, Богдан Логвиненко, Тетяна Трощинська.

## Діяльність після 24 лютого 2022 року

### RECвієм
RECвієм — це платформа пам’яті журналістів, які загинули внаслідок повномасштабної війни Росії проти України. З 24 лютого 2022 року в Україні загинуло понад 80 українських та іноземних журналістів. Проєкт вшановує пам’ять журналістів, які хотіли зупинити війну. На платформі зібрані біографії медійників, а також регулярно публікуються есеї, написані на основі розмов з родичами, колегами та друзями загиблих журналістів.

### Незламні бібліотеки
Від початку повномасштабного вторгнення росії в Україну повністю зруйновано або частково пошкоджено понад 700 бібліотек. На окупованих територіях росіяни систематично вилучають і знищують книжки українською мовою та написані українськими авторами.
У червні 2022 року Український ПЕН розпочав безстрокову програму підтримки українських бібліотек, які постраждали внаслідок війни Росії проти України. За підтримки українських та іноземних партнерів, видавництв та небайдужих українців ПЕН щомісяця збирає і передає нові книжки українською й англійською мовами для бібліотек на звільнених та прифронтових територіях.
У листопаді 2023 року Український ПЕН в рамках спільної ініціативи із Book Aid International, Англійським ПЕН та Міжнародним ПЕН отримав 25 тисяч англомовних книжок. Протягом 7 місяців вони були розподілені та доставлені до понад 120 книгозбірень під час літературно-волонтерських поїздок ПЕН та за сприяння "Гуманітарної пошти України" (проєкт "Нової пошти").
Книжки від провідних британських видавництв, серед яких Penguin Random House, Oxford University Press, HarperCollins, Macmillan, Unbound, отримали бібліотеки Донецької, Дніпропетровської, Харківської, Чернігівської, Київської, Кіровоградської, Одеської, Запорізької, Івано-Франківської та Чернівецької областей.
У серпні 2024 року очікується новий книжковий донат з Великої Британії — ще 25 тисяч примірників видань.
Загалом з червня 2022 року у межах "Незламних бібліотек" понад 40 тисяч видань українською та англійською мовами отримали книгозбірні у 11 областях: Донецькій, Дніпропетровській, Запорізькій, Івано-Франківській, Київській, Кіровоградській, Одеській, Сумській, Харківській, Чернівецькій та Чернігівській.

### Тут-і-тепер: Історії журналістів на війні
Мультимедійний спецпроєкт PEN Ukraine, Премії імені Георгія Ґонґадзе та The Ukrainians. Історії проєкту можна слухати й читати 35.
Після повномасштабного вторгнення Росії в Україну 24 лютого 2022 року кожні українець та українка опинились перед вибором ― яку роль обрати, щоб бути дієвими та наближати перемогу. Перед таким вибором постали й журналісти.
Працювати у своєму місті, їхати по матеріал на передову чи евакуюватись у відносну безпеку? Лишатись у професії чи брати до рук зброю? Де кожен і кожна зможуть бути кориснішими?
Проєкт "Тут-і-тепер: Історії журналістів на війні" ― це 25 історій про тих, хто висвітлює та осмислює повномасштабне вторгнення Росії в Україну, тих, хто знімає та записує історії на передовій і в тилу, хто веде ефіри з укриттів, а також тих, хто долучився до лав ЗСУ. Про вибір кожного і кожної ― професійний та особистий.

### Діалоги про війну
Діалоги про війну – серія онлайн-розмов українських та зарубіжних інтелектуалів про досвід війни та власні спостереження. Проєкт розпочатий Українським ПЕН після того, як 24 лютого 2022 року збройні сили РФ почали повномасштабне вторгнення на територію України. “Діалоги про війну” втілили у партнерстві з Міжнародним ПЕН, Американським ПЕН, Українським Інститутом, Українським Інститутом в Лондоні, Українським науковим інститутом Гарвардського університету, за підтримки Національного фонду демократії (NED).
Мову для чесного діалогу про війну шукали понад 80 авторитетних українських та закордонних митців та мислителів: Енн Епплбом, Мирослав Маринович, Едіт Еґер, Володимир Єрмоленко, Тімоті Снайдер, Вікторія Амеліна, Орхан Памук, Ірина Цілик, Френсіс Фукуяма, Олександр Михед, Марґарет Етвуд та десятки інших видатних умів сьогодення. 
В результаті команда Українського ПЕН створила веб-версію “Діалоги про війну”, де зібрала усі розмови, а також есеї українських та закордонних авторів про те, що українці дізнались про себе і що не мають права забути. В рамках серії "Бібліотека Українського ПЕН" заплановано друг книги “Діалоги про війну” видавництвом Vivat. 31 травня 2024 року стартував передпродаж.

### Інтелектуальні вечори у просторі PEN Ukraine
Із серпня 2022 року у просторі PEN Ukraine у Києві відбуваються благодійні вечори на підтримку Збройних сил України.
Мета "Інтелектуальних вечорів" – повернути офлайн-події у культурне життя столиці, а також підтримати волонтерські ініціативи, які збирають кошти на потреби українських захисників та захисниць.
За цей час у просторі PEN Ukraine відбулося 16 інтелектуальних подій, серед яких були презентації книжок, дискусії, публічні інтерв’ю, концерти і літературно-музичні квартирники.
У рамках проєкту підтримано щонайменше 10 волонтерських ініціатив на суму понад 110 тис. грн 37.

### Літературно-волонтерські поїздки ПЕН
Із червня 2022 року Український ПЕН організовує літературно-волонтерські поїздки на деокуповані та прифронтові території України.
Кожна поїздка має на меті:
– давати відчуття контексту, розуміння, чим живе сьогодні країна;
– сприяти мережуванню і появі нових ініцатив між інтелектуалами, культурними менеджерами, громадськими активістами, волонтерами, військовими, місцевою владою;
– надавати волонтерську допомогу від письменників і журналістів для гуманітарних і військових потреб в регіоні;
– збирати історії людей, які пережили окупацію чи блокаду своїх міст;
– підтримувати пошкоджені чи зруйновані бібліотеки – культурні центри в цих населених пунктах у рамках кампанії "Незламні бібліотеки";
– документувати злочини росії проти української культури;
– створювати інформаційні матеріали для українських та іноземних медіа.
Завдання літературно-волонтерських поїздок на деокуповані та прифронтові території України – зафіксувати злочини російських окупантів проти української культури, провести зустрічі з місцевими читачами, розширити мережу контактів, зібрати свідчення для журналістських матеріалів.
За цей час було здійснено понад 20 літературно-волонтерських подорожей в усі звільнені та прифронтові регіони України: на Харківщину, Чернігівщину, Одещину, Миколаївщину, Херсонщину, Сумщину, Дніпровщину, Донеччину, Запоріжжя, Київщину.
До кожної поїздки долучаються українські та іноземні письменники і журналісти.

### Люди культури, яких забрала війна
"Люди культури, яких забрала війна" — це серія текстових портретів на окремому сайті. У процесі роботи над історіями команда вивчає доробок загиблих героїв і спілкується з їхніми близькими та колегами. Спецпроєкт покликаний зберігати пам’ять про людей, яких українська культура втратила у війні, та водночас свідчити про геноцидальні наміри росії.
Спільний проєкт Українського ПЕН та The Ukrainians Media "Люди культури, яких забрала війна" має подвійну мету: зберігати пам’ять про людей, яких українська культура втратила у війні, та водночас свідчити про геноцидальні наміри Росії. Моніторинг культурних втрат від початку вторгнення веде Український ПЕН.
Розпочати цю серію нас спонукала вбита російською ракетою Вікторія Амеліна, яка у передмові до окупаційного щоденника закатованого росіянами Володимира Вакуленка писала: «поки письменника читають, він живий». 
Український ПЕН випустив вже 17 текстових портретів. Серед героїв — письменниця Вікторія Амеліна, фотохудожник Денис Кривий, ресторатор і письменник Андрій Гудима, диригент Юрій Керпатенко, перекладач Олександр Кислюк. Авторки текстів: українські журналістки та письменниці Саша Довжик, Мар'яна Матвейчук, Олена Козар, Ганна Устинова, Катерина Міхаліцина.

### In Solidarity With Ukraine
In Solidarity With Ukraine ("Солідарні з Україною") — програма візитів іноземних діячів культури, журналістів, правозахисників, лідерів думок до України. Делегації дізнаються про українську культуру, знайомляться з культурними та правозахисними організаціями і національними медіа, а також відвідують деокуповані населені пункти, аби на власні очі побачити наслідки злочинів російської армії. 
Мета — надати учасникам делегацій відчуття контексту та розуміння нинішньої ситуації в Україні в умовах війни.
По завершенню візитів учасники делегацій стали амбасадорами України за кордоном. Вони поширюють інформацію про війну та українську культуру в міжнародних медіа, запускають проєкти підтримки та встановлюють сталі зв'язки з українськими культурними, громадськими та правозахисними організаціями.
З грудня 2022 року Український ПЕН прийняв у Києві та організував поїздки на деокуповані території для письменників і журналістів зі США, Великої Британії, Литви, Польщі, Італії, Хорватії, Франції, Чехії, Іспанії, Бельгії, Латвії, Нідерландів, Індії, Південно-Африканської Республіки, Аргентини. Загалом у межах програми Україну вже відвідали 44 іноземні автори. 
Чотири візити у рамках програми 2023 року було організовано спільно з Українським інститутом за підтримки Prague Civil Society Centre. Наступні делегації відбулися за підтримки Міжнародного фонду “Відродження”.  

### Слова і кулі
З початком повномасштабної війни Росії проти України сотні українських письменників і журналістів долучилися до Збройних сил або взялися за активну волонтерську роботу для забезпечення армії. Ті, хто звик змінювати світ текстами, були змушені стати на захист своєї країни. 
“Слова і кулі” — це розмови з людьми, які роками творили український літературний процес і розвивали українську журналістику, а тепер перетворилися з оповідачів на суб’єктів історій – тих, хто оберігає наше теперішнє й робить можливим наше майбутнє.
У 2024 році видавництво Vivat видало на основі цих розмов однойменну книжку, укладену ведучою проєкту Наталією Корнієнко. Випуск книги був затриманий внаслідок російського обстрілу друкарні “Фактор-Друк” у Харкові, де згорів весь наклад книги “Слова і кулі”.
До книжки входить 24 інтервʼю: Артем Чапай, Дмитро Крапивенко, Галина Крук, Анатолій Дністровий, Олексій Сінченко, Вікторія Амеліна, Андрій Любка, Богдан Коломійчук, Валерій Пузік, Петро Яценко, Ігор Мітров, Ярина Чорногуз, Катерина Міхаліцина, Євгенія Подобна, Максим Кривцов, Максим Скубенко, Тетяна Огаркова та Володимир Єрмоленко, Павло Стех, Сергій Шебеліст, Павло Вишебаба, Дмитро Лазуткін, Леся Ганжа, Федір Шандор, Олександр Михед. 

### Вільні голоси Криму
Команда спецпроєкту розповідає 16 історій життя журналістів-політв’язнів, затримання та перебування в неволі. Публікації містять уривки з щоденників, листів, виступів у судах. Автори текстів досліджують судові справи, комунікують з родинами і правозахисниками. 
До спецпроєкту увійшли історії Нарімана Джеляла (звільнений з російського ув’язнення 28 червня 2024 року, вже після публікації портрета), Владислава Єсипенка, Амета Сулейманова, Сервера Мустафаєва, Ірини Данилович, Асана Ахтема, Османа Аріфмеметова.
Мета "Голосів вільного Криму" — привернути увагу до справ українських заручників Кремля. Кожен текст покликаний тримати у фокусі уваги українців історії кримських журналістів, яких незаконно ув'язнила російська окупаційна влада. Друге завдання проєкту — адвокаційне — сприяти міжнародному тиску на росію задля звільнення політв'язнів.  
Текстові портрети про журналістів-політв’язнів опубліковані на сайті The Ukrainians. 2024 року у видавництві Vivat вийде документальна книжка "Вільні голоси Криму" українською та англійською мовами.  Упорядницями є репортерка Олеся Яремчук та співзасновниця The Ukrainians Media Інна Березніцька.
Спецпроєкт став продовженням кампанії Українського ПЕН та ZMINA #SolidarityWords на підтримку авторів-політв'язнів в окупованому Криму. 

### "Прописи". Літературний фестиваль-воркшоп для молодих авторів
6-10 березня 2024 року Український ПЕН вдруге організував літературний фестиваль-воркшоп для молодих авторів у Івано-Франківську. 16 молодих письменників та літературних критиків, відібраних за конкурсом, відвідали лекції українських письменників та мали індивідуальні заняття з досвідченими менторами. Воркшопи і лекції для учасників провели Тарас Прохасько, Юлія Мусаковська, Олександр Михед, Мирослав Лаюк, Мар'яна Савка, Ростислав Семків та Світлана Тараторіна. В результаті вийшов альманах "Прописи" із текстами молодих авторів — учасників та учасниць фестивалю. До нього увійшла поезія, уривки прози 15 письменників-початківців: Анфіси Дорошенко, Івана Гнатіва, Ольги Заєць, Микити Кілярова, Вікторії Климчук-Длугач, Ірини Купчинської, Ірини Курганської, Юліани Лесняк, Світлани Лібет, Ірини Марцинюк, Ілля Рудійка, Анни Сєдих, Ярослави Скорбач, Анни Ютченко, Анни Яблучної.  

### Дні есеїстики
Щороку в рамках Премії імені Юрія Шевельова Український ПЕН проводить фестиваль "Дні есеїстики". Мініфестиваль, покликаний популяризувати жанр есею, привертати увагу до творчості найвідоміших авторів-есеїстів, а також вводити українську есеїстику в загальносвітовий контекст. Тематика фестивалю у 2023 році — "Інтенсивність читання: фрагментарні історії про українську есеїстику". Юрко Прохасько, Анатолій Дністровий, Софія Андрухович та Євген Стасіневич виступили з авторськими лекціями про есеїстичне письмо. У дискусіях взяли участь Ірина Цілик, Ірина Славінська, Саша Довжик, Вахтанґ Кебуладзе, Віталій Портников, Богдана Неборак, Олександр Савчук, Тарас Лютий, Тамара Гундорова, Андрій Гуменюк, Богдан Коломійчук, Алла Кошляк, Мирослав Лаюк, Олександр Михед. 

### Читацький ПЕН-клуб
На початку 2024 року Український ПЕН започаткував Читацький ПЕН-клуб. Це серія розмов з українськими письменниками та письменницями про важливі для них книжки, вплив читацького досвіду на вибір письменницької траєкторії й точки перетину літературних контекстів у просторі й часі. Зустрічі відбуваються кожного місяця.

### Кіноклуб Docudays UA
З 2023 року у просторі PEN Ukraine відбуваються покази документальних стрічок  в рамках Кіноклубу Docudays UA при Українському ПЕН.

### Подкаст "Палітурка"
У березні 2024 року Український ПЕН та The Ukrainians Media запустили подкаст “Палітурка”. Проєкт присвячений творам зі шкільної програми: чому вони вчили нас тоді та чого можуть навчити сьогодні. В межах "Палітурки" вийде 10 епізодів. Cеред гостей зокрема – літературна критикиня Богдана Романцова, поетка Катерина Калитко, літературознавиця Тетяна Огаркова.

### The War Is Not Over Yet
Фотовиставка "The War Is Not Over Yet. Війна ще не закінчилася" покликана розповісти про тих, завдяки кому світ знає про війну, яку розвʼязала Росія проти України – йдеться про журналістів та журналісток, які загинули, були поранені, опинились під обстрілами, у полоні або зазнали переслідувань від початку повномасштабного вторгнення.
Медійники та медійниці залишають свою професійну діяльність і стають до лав Збройних сил України. Вони ведуть активну боротьбу на інформаційному фронті, фіксуючи хід війни і розповідаючи про неї правду світові. Завдяки українським журналістам, фотографам, операторам та фіксерам міжнародна спільнота дізнається про новини з фронту й бачить докази воєнних злочинів росіян. Зараз як ніколи важливо посилити увагу світу до України і нагадати всім: війна ще не закінчилася. The war is not over yet. Світові медіа мають продовжити висвітлення злочинів, які чинять російські окупанти, замість того, щоб поширювати деструктивні наративи про необхідність "територіальних поступок" та "компромісів" з боку України. Ця виставка – вияв солідарності з українськими медійниками та медійницями, які борються за правду, ризикуючи власним життям.

### Власні назви
"Власні назви" – це серія коротких розмов з інтелектуалами, лідерами суспільної думки, письменниками, митцями, релігійними діячами, правозахисниками. Це експертний погляд, точка зору, відповідь на конкретні, актуальні питання. Особиста оптика гостей програми щодо подій сьогодення.

### Я тут – за тебе
"Я тут – за тебе" – це серія есеїв українських письменниць і журналісток, які поруч із нинішнім контекстом війни описують емоції й почуття українок, що змагаються за наше майбутнє. П’ять українських авторок написали свої тексти про жінок, які продовжують боротьбу під час війни – кожна на своєму фронті.
Есеї для проєкту написали Мирослава Барчук, Ірена Карпа, Лариса Денисенко, Марʼяна Савка та Катерина Міхаліцина.
Ілюстрації для проєкту розробила Дарія Ковтун. У межах проєкту IZONE Media стали авторами серії подкастів – аудіорозмов з письменницями про їхніх героїнь, ролі та права жінок в умовах війни 34.

## Керівництво
Президенти Українського ПЕН
- 1989—1993 — Микола Вінграновський[1]
- 1993—2010 — Євген Сверстюк[39]
- 2010—2014 — Мирослав Маринович[40][41]
- 2014—2018 — Микола Рябчук
- 2018—2022 — Андрій Курков
- Володимир Єрмоленко — обраний 10 листопада 2022[42]

Віце-президенти і виконавчий директор
У серпні 2018 року виконавчою директоркою Українського ПЕН стала журналістка Тетяна Терен.
Станом на жовтень 2023 членами Виконавчої ради організації є Мирослав Маринович, Микола Рябчук, Володимир Єрмоленко, Мирослава Барчук, Остап Сливинський, Лариса Денисенко, Алім Алієв, Анатолій Дністровий, Катерина Калитко, Ірина Славінська, Марко Роберт Стех, Оля Гнатюк.

## Члени Українського ПЕН

### Дійсні члени
Український ПЕН налічує 173 члени. Серед них — письменники, поети, літературознавці, історики, перекладачі, публіцисти, критики тощо.
Станом на липень 2024 членами Українського ПЕН є:
| Алім Алієв Андрейчик Марко Андрусяк Іван Аренєв Володимир Асєєв Станіслав Бабіна Наталія Бабкіна Катерина Барчук Мирослава Бачинський Андрій Бекірова Гульнара Бельченко Наталія Беспалов Максим Бєлорусець Марк Білоцерківець Наталка Бондар Андрій Ботанова Катерина Вахтель Андрій Вдовиченко Галина Винничук Юрій Вільчинський Олександр Вікирчак Ірина Вовченко Анна Возняк Тарас Вольвач Павло Ворожбит Наталя Галета Олена Герасим'юк Ольга Герасим'юк Василь Гнатюк Оля Голобородько Василь Горбаль Микола Грабович Григорій Гримич Марина Грицак Ярослав Груша Ярина Галіна Марія Ґудзяк Борис , владика Гундорова Тамара Гусейнова Олена Демчук Сергій Денисенко Лариса Діброва Володимир Дмитришин Ірина Дністровий Анатолій Єгорушкіна Катерина Єрмоленко Володимир Жадан Сергій Жаржайло Михайло Зарембо Катерина Зарівна Теодозія Захаров Євген Ільченко Олесь Ірванець Олександр Ісіченко Ігор , архиєпископ Калитко Катерина Казанжи Зоя | Камінська Анета Казарін Володимир Карп'як Вадим Карпа Ірена Кебуладзе Вахтанґ Кіяновська Маріанна Ківа Ія Клочко Діана Коваль Олександра Коломійчук Богдан Коробчук Павло Койнаш Галя Коцарев Олег Крапивенко Дмитро Крук Галина Крюґер Вано Курков Андрій Куценко Оксана Кур'ята Ніна Лазуткін Дмитро Левкова Анастасія Лесів Андрій Марк Лівін Лісова Інна Лучук Ольга Лучук Тарас Луцишина Оксана Лущевська Оксана Любка Андрій Лютий Тарас Мамутов Бекір Макаров Юрій Малігон Анна Малярчук Тетяна Мамченкова Оксана Марінічева Олена Маринович Мирослав Матвійчук Олександра Матевощук Юрій Матіяш Богдана Махно Василь Мельничук Аскольд Михед Олександр Морозов Віктор Мотиль Олександр Міхаліцина Катерина Муха Ольга Мусаковська Юлія Нікітін Олексій Огаркова Тетяна Ольхова Ольга Осадко Ганна | Павлишин Андрій Павлова Олена Павлюк Ілларіон Палінчак Михайло Панасюк Лесик Панич Олексій Плавущак-Стех Таня Плохій Сергій Поваляєва Світлана Пономаренко Марина Портников Віталій Прохасько Тарас Прохасько Юрій Процюк Степан Портнов Андрій Пучков Андрій Рафеєнко Володимир Рихло Петро Розумна Оксана Романишин Романа Русіна Оля Рябчук Микола Савка Мар'яна Свято Роксоляна Семена Микола Семків Ростислав Сігов Костянтин Сінченко Олексій Славінська Ірина Сливинський Остап Сняданко Наталка Соловей Елеонора Старовойт Ірина Степаненко Олена Стех Марко-Роберт Стяжкіна Олена Таран Людмила Тараторіна Світлана Татаренко Алла Терен Тетяна Титаренко Марія Фалькович Григорій Фінберг Леонід Форостина Оксана Хаєцький Андрій Харченко Ксенія Херсонський Борис Хруслінська Ізабела Цілик Ірина Чапай Артем Чернецький Віталій Челяк Софія Чех Артем Чернецький Віталій Чернілевський Станіслав Чернов Мстислав Чорногуз Ярина Чуприна Євгенія Шейко Володимир Шиян Галина Шувалова Ірина Штипель Аркадій Яновська Ганна Яремчук Олеся Яценко Петро |

### Колишні члени
- Іван Малкович (до лютого 2019 року)
- Максим Стріха (до лютого 2019 року)

## Скандал у січні-лютому 2019
30 січня Український ПЕН опублікував на своєму сайті відкрите звернення під назвою «Зупинити виключення студента! Відкрите звернення ПЕН до Міністра освіти й науки України», яке стало реакцією на конфлікт, що виник між адміністрацією Національної академії образотворчого мистецтва й архітектури та студентами вишу у зв'язку зі знищенням інсталяції студента нагірно-карабахського походження Спартака Хачанова. Текст звернення не зберігся, оскільки публікація звернення спричинила розкол всередині Українського ПЕН і через незгоду деяких учасників організації зі змістом звернення його було знято з сайту як такий, що не відображає поглядів усіх членів Українського ПЕН. Згодом тодішній президент ПЕН-клубу Андрій Курков пояснив, що заяву прибрали із сайту тимчасово через «помилку» в адресації заяви: вона була помилково адресована Міністерству освіти, хоча НАОМ підпорядковується Міністерству культури.
Після того як нове керівництво Українського ПЕНу (очолюваного з 2018 року письменником Андрієм Курковим) публічно підтримало українофобські мистецькі акції колишнього студента НАОМ Спартака Хачанова й виступило з відкритим листом до міністра освіти Лілії Гриневич проти відрахування Хачанова з університету, значна кількість тодішніх членів клубу висловилися проти позиції керівництва. Так, у знак протесту за антиукраїнську позицію керівництва Українського ПЕНу, з нього 5 лютого 2019 року вийшли письменник Іван Малкович та перекладач Максим Стріха. Згодом Максим Стріха та Іван Малкович оприлюднили відкритий лист до Pen Ukraine в якому пояснили свою позицію.